# Parlamentswahlen in Italien 2006
Am 9. und 10. April 2006 fanden in Italien Parlamentswahlen statt. Es wurden 630 Abgeordnete und 315 Senatoren gewählt. Die konkurrierenden Parteienbündnisse waren die Casa delle Libertà mit Silvio Berlusconi an der Spitze und L’Unione mit Romano Prodi.
Es war das zweite Mal, dass im Ausland lebende Italiener an einer Wahl oder einem Referendum teilnehmen konnten. Es gibt allerdings in Italien keine Briefwahl; die Wahl im Ausland wird in den diplomatischen Vertretungen ausgeübt und steht weiter nur einigen Gruppen von Bürgern zur Verfügung, insbesondere Soldaten und sonstigen öffentlichen Arbeitnehmern auf Auslandsmission; Erasmus-Studenten oder gar Privatreisende haben weiterhin nur die Möglichkeit, zur Wahl an ihren Heimatort in Italien zu reisen.
Die Wahlbeteiligung war mit 83,6 Prozent sehr hoch.
Die Unione konnte unter der Führung Romano Prodis laut amtlichem Endergebnis die Mehrheiten in beiden Kammern des Parlaments mit einem jeweils hauchdünnen Vorsprung gewinnen.

## Wahlkampf
Der Wahlkampf war von wenig Inhalt geprägt und es wurden immer wieder Steuerversprechen gemacht. Während Silvio Berlusconi weitere Steuergeschenke versprach, hatte Prodi angekündigt, schärfer gegen Steuerhinterziehung vorzugehen. Berlusconi hatte dagegen in der Vergangenheit Verständnis für Steuersünder geäußert und war diesen mit Amnestien entgegengekommen. Beim Schlusswort seines zweiten Fernsehduells mit Prodi, das von der Hälfte der italienischen Bevölkerung verfolgt wurde, kündigte Berlusconi die Abschaffung der kommunalen Immobiliensteuer für Erstwohnungen an. Prodi konnte daraufhin nicht mehr entgegnen, dass dieses Wahlversprechen von den jetzt schon defizitären Kommunen geleistet werden müsste. Viele Bürgermeister protestierten daraufhin gegen Berlusconis Coup.

### Berlusconis Aufholjagd durch Personalisierung und Skandalisierung
Die rigide Personalisierung des Wahlkampfs durch Berlusconi bescherte ihm beinahe den Wahlsieg, nachdem die führenden Meinungsforschungsinstitute wochenlang der Unione-Koalition Prodis einen sicheren Vorsprung von fünf bis acht Prozent prognostiziert hatten. Der Vorsprung des Mitte-links-Bündnisses von Romano Prodi nach Umfragen vor den Wahlen war wegen der alltäglichen Medienpräsenz des „Medienmoguls“ Berlusconi umso beachtlicher. Allerdings gelang es Berlusconi, wie schon häufiger, durch gezielte Skandalisierung seiner politischen Gegner von seinen wirtschaftspolitischen Misserfolgen und von den Strafprozessen gegen ihn abzulenken.
Mitte März verlor Berlusconi sogar öffentlich die Fassung. Vor laufenden Kameras stürmte er abrupt aus einer nachmittäglichen Talkshow ("In mezz’ora" im staatlichen Fernsehsender RAI 3), nachdem er sich kurz vorzeitig verabschiedet hatte.
Berlusconi war von Anfang an unzufrieden mit der Gesprächsführung durch die Moderatorin Lucia Annunziata, die ihm vorwiegend unbequeme Fragen stellte und sofort ins Wort fiel, wenn er vom Thema abwich. Berlusconi bat sie, sie möge ihn doch auch zu seinem Programm für die nächste Legislaturperiode befragen, weil das die Wähler mehr interessieren würde. Nach ca. 25 Minuten eskalierte die latente Spannung zwischen den beiden, nachdem Berlusconi gesagt hatte, er würde aufstehen und gehen, falls die Moderatorin ihn weiterhin nicht ausreden ließe. Infolgedessen bestand diese darauf, Berlusconi müsse diese Aussage zurücknehmen. Berlusconi ignorierte diese Aufforderung mit dem Hinweis, er dürfe sagen, was er wolle, weil er Liberalist sei und sie hingegen die typische Linke repräsentiere, die es gewohnt sei, immer für andere zu entscheiden, und fuhr mit seinen Ausführungen fort. Als die Moderatorin aber auch nach ca. einer Minute nicht von ihrer Forderung abwich, machte ihr Gesprächspartner seine Drohung wahr. Er stand auf, bedankte sich für das Gespräch und warf der Moderatorin vor, eine "Linke" zu sein, und sie solle sich schämen. Diese antwortete nur, er wisse nicht, wie man Journalisten behandelt.
Beim Verlassen des Studios war noch zu vernehmen, wie er rief: „Die RAI wird also von mir kontrolliert?“
Diese Episode wurde von den neutralen Medien unterschiedlich bewertet, und Annunziata wurde vom Direktor der RAI Fabrizio del Noce mitgeteilt, ihre Starrköpfigkeit wäre nicht notwendig gewesen. Lucia Annunziata wurde von der Medienaufsichtsbehörde, die über die Einhaltung der Fairnessregeln wacht, wegen Verletzung ebendieser Regeln gerügt. Es sei Journalisten untersagt, offensiv die eigene politische Meinung zu vertreten, so wie dies Annunziata während des Berlusconi-Interviews getan habe.
Seine alltägliche Mediendominanz über Jahre hinweg versuchte Berlusconi in einer politischen Rede an seine Anhänger dadurch zu entkräften, indem er eine minutiöse Auflistung aller Wahlkampfauftritte seiner politischen Gegner im italienischen Fernsehen (staatlich wie privat) entgegenhielt. So sei Piero Fassino 25 Mal, Francesco Rutelli 18-mal, Massimo D’Alema 7-mal, Romano Prodi 9-mal und Fausto Bertinotti 19-mal im Fernsehen aufgetreten, denen lediglich drei Auftritte von ihm, dem Ministerpräsidenten Berlusconi, gegenüberstünden.
Ein spektakuläres Beispiel für Berlusconis Wahlkampftaktik war seine Beschimpfung aller Unione-Wähler zwei Tage vor der Wahl als coglioni (wörtlich Hoden, übertragen Volltrottel), weil sie gegen ihre Interessen wählen würden, wenn sie links wählten und dass er zu viel Respekt vor den Italienern habe, um zu glauben, dass sie es doch täten. Wörtlich sagte er: "Ho troppa stima dell'intelligenza degli italiani per pensare che ci siano in giro così tanti coglioni che possano votare facendo il proprio disinteresse." (Übersetzung: Ich habe eine zu große Achtung vor der Intelligenz der Italiener, um zu glauben, dass es so viele Vollidioten gibt, die entgegen ihren eigenen Interessen wählen).
Die Bezeichnung coglioni (Volltrottel) wurde allerdings schon vor der Äußerung Berlusconis auch vom eher populistischen Sekretär der Partei "Democratici di Sinistra" (Linksdemokraten) Piero Fassino am 29. März 2006 in einer politischen Rededebatte verwendet, um die unentschlossenen Wähler dazu zu bewegen, zum Mitte-links Bündnis zu wechseln und keine italiani coglioni zu sein.
Erwähnenswert ist auch Prodis Abwertung als Mortadella, einer fetthaltigen Wurstsorte aus Bologna, der Heimatstadt Prodis. Auch die Tatsache, dass mehrere Regisseure in Europa seine Regierung satirisch verfilmten (u. a. in den Filmen Il Caimano („Der Kaiman“) von Nanni Moretti und Bye Bye Berlusconi! von Jan Henrik Stahlberg), nutzte Berlusconi strategisch für seinen Wahlkampf, indem er sich fortan selbst bei Auftritten scherzhaft als „Kaiman“ und Coglione bezeichnete und sich somit selbst durch den Kakao zog.
Die heftigen Verbalattacken des bisherigen Ministerpräsidenten Berlusconi erreichten ihren Tiefpunkt mit seinem Vorwurf, (chinesische) Kommunisten würden Babys kochen und zu Dünger verarbeiten: Als ein Vertreter der Linken (Fausto Bertinotti von der "Rifondazione Comunista") zu Berlusconi aufklärend sagte, dass seine ganze Einschüchterungstaktik gegenüber der Bevölkerung bezüglich der Kommunisten, dass sie das Land in den Ruin stürzen würden, übertrieben sei und dass die Kommunisten ja wohl keine Kinder äßen, entgegnete ihm Berlusconi: „In China zur Zeit Mao Tse Tungs haben sie sie nicht gegessen. Aber sie haben sie gekocht, um Felder zu düngen. Es ist eine schreckliche Sache - die aber leider wahr ist, zu lesen im schwarzen Buch des Kommunismus!“ Diese Äußerung zog ausgedehnte Kontroversen nach sich, einschließlich einer Protestnote der chinesischen Regierung.
Solche Kontroversen waren es im Laufe des Wahlkampfs immer wieder, die eine sachliche Diskussion über das Wahlprogramm in den Hintergrund verdrängten. Der Wahlkampf zu den italienischen Parlamentswahlen 2006 wurde von der Tageszeitung La Repubblica als der niveauloseste seit Ende des Zweiten Weltkriegs bezeichnet.

### Prodis Gegenwehr
Prodi konnte seinen Ruf als Saubermann nicht vollständig durchhalten, so etwa bezeichnete er einen Hörer in einer staatlichen Radiosendung als „matto“ (verrückt), weil dieser ihm folgende Frage gestellt hatte:
"Ich möchte Ihre Position bezüglich des Beginns der Arbeiten an der TAV in den ersten hundert Tagen ihrer hypothetischen Amtszeit hören. Dies könnte vielleicht eine hilfreiche Information für unentschlossene Wähler sein, die glauben, dass Ihre Regierung nach dem ersten Haushaltsgesetz nicht mehr existieren wird".
Die TAV ist eine geplante Schnellbahnlinie zwischen Turin und Lyon, die in der Mitte-links-Allianz von Prodi sehr umstritten ist. Prodi antwortete:
"Der ist verrückt. Im Sinne – ich schätze zwar Ehrlichkeit – aber warum glaubt er, nach dem ersten Haushaltsgesetz würde es keine Regierung Prodi mehr geben? ..." Wörtlich sagte er: «Boh. [mugugno] Ma questo poi... questo è matto! Voglio dire... [mugugno] Noi abbiamo... [risatina] Nel senso che... [mugugno lungo] Apprezzo molto l'incitamento e la... [risatina e mugugno] e la franchezza. Ma che cosa gli fa dire che dopo la finanziaria non ci sarà più un governo Prodi?»
Ein paar Minuten später, nach einer Werbepause, entschuldigte sich Prodi dafür, diesen Ausdruck benutzt zu haben.
Im ersten Fernsehduell im ersten staatlichen Fernsehsender RAI 1 bezeichnete Prodi seine politischen Gegner als „venditori di tappeti“ (Teppichhändler), weil sie nach der Wahl keine Beschäftigung mehr finden würden.
In einer anderen Ansprache warf Prodi dem Mitte-rechts-Bündnis „delinquenza politica“ (politische Verbrechen) vor.
Den einzigen Ausfall im zweiten Duell (ebenfalls auf RAI 1) leistete sich Prodi mit der Behauptung, dass Berlusconi sich an Zahlen festhalte wie ein Betrunkener an einem Laternenpfahl, und provozierte damit einen Moment der Aufregung. Berlusconi reagierte daraufhin brüskiert und verlangte: „Respektieren Sie den Ministerpräsidenten!“ „Den Betrunkenen können Sie für sich behalten!“, so ein erzürnter Berlusconi. „Wenn jemand wie ein Betrunkener redet, dann Sie.“ Darauf versuchte Moderator Bruno Vespa, den Regierungschef zu beruhigen – Berlusconi aber den Moderator im Befehlston aufforderte: „Sie sind der Moderator! Also sorgen Sie dafür, dass Herr Prodi moderat ist!“

### Medienfarce
Einen weiteren bizarren Höhepunkt erreichte der Wahlkampf vier Tage vor der Wahl, als ein bekanntes italienisches Fernsehmagazin namens „TERRA!“, das auf „Canale 5“ von Berlusconis Mediaset ausgestrahlt wird, Silvio Berlusconi und Romano Prodi zu einem sogenannten „freien TV-Duell“ einlud. Anders als die beiden TV-Duelle im staatlichen Fernsehen sollte diese Sendung ohne strikte Regeln und ohne beschränkte Redezeiten stattfinden. Prodi verzichtete auf diesen Auftritt. Canale 5 konnte weder andere Parteivorsitzende des Mitte-links-Bündnisses noch Chefredakteure wichtiger linksorientierter Tageszeitungen zur Teilnahme bewegen. Letztere wurden durch die nationale Presseagentur eindringlich gebeten, nicht an der Sendung teilzunehmen.
Aus Protest an der angekündigten Teilnahme Berlusconis sagten zwei führende Oppositionspolitiker, Piero Fassino und Francesco Rutelli die Teilnahme an einer anderen Sendung auf Canale 5 namens „MATRIX“, die am Nachmittag desselben Tages aufgezeichnet werden sollte ab, weil Berlusconis Auftritt angeblich ein Verstoß gegen die sogenannte par condicio darstelle, ein relativ junges italienisches Gesetz, welches die Gleichberechtigung der Parteien in den Massenmedien schützen soll.
Als nach stundenlangem Warten die Oppositionspolitiker nicht eintrafen, sagten auch die Vertreter der Gegenseite, Gianfranco Fini und Pier-Ferdinando Casini (beide Mitte-rechts-Bündnis) ihre Teilnahme ab. Berlusconi verzichtete schließlich auf die Teilnahme an "TERRA!", woraufhin sich Fassino und Rutelli doch wieder zur Teilnahme an "MATRIX" entschlossen, da der eigentliche Anstoß ihres Protestes nicht mehr bestand, und die Vertreter der Regierungskoalition als „arrogant“ bezeichneten, weil diese nun nicht mehr zu einer Konfrontation bereit seien. Die Sendung wurde am folgenden Abend dann als eine Art Phantomsendung mit vier leeren Stühlen ohne Studiogäste durchgeführt. Stattdessen wurde in einem Film eine Zusammenfassung der Ereignisse des Tages gezeigt, die zu dieser Situation geführt hatten.

## Bündnisse und Parteien

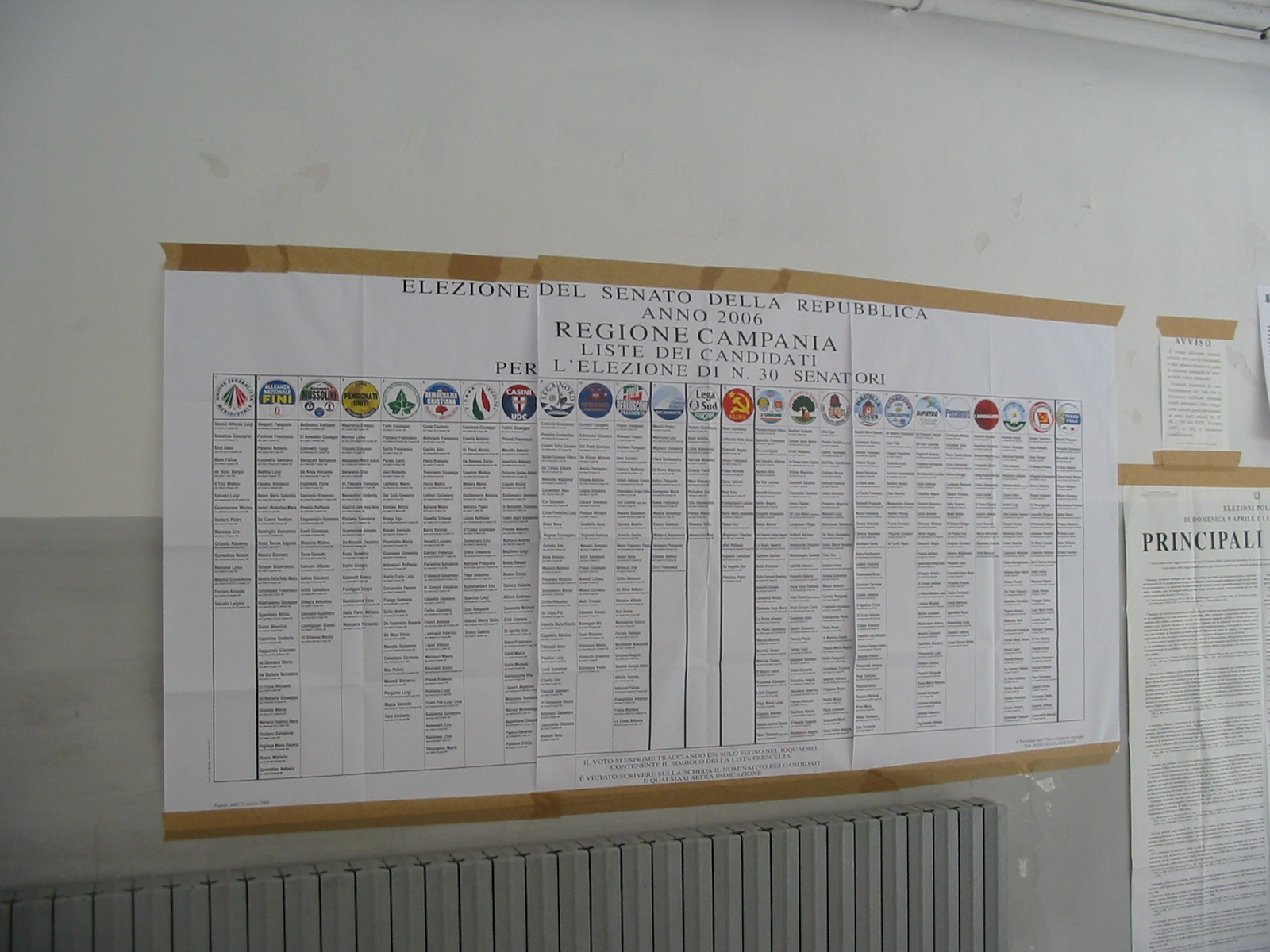
Senatswahlliste in der Region Kampanien

- Casa delle Libertà (Mitte-rechts), aus:
  - Forza Italia
  - Alleanza Nazionale
  - Unione dei Democratici Cristiani e di Centro
  - Lega Nord
  - Nuovo PSI
  - Democrazia Cristiana per le Autonomie
  - Partito Repubblicano Italiano

unterstützt von: Alternativa Sociale (Azione Sociale – Forza Nuova – Fronte Sociale Nazionale) – Movimento per l’Autonomia – Movimento Sociale Fiamma Tricolore – No Euro – Partito Liberale Italiano – Riformatori Liberali – Verdi Verdi – regionale: Nuova Sicilia – Patto per la Sicilia
- L’Unione (Mitte-links), aus:
  - Federazione dell’Ulivo, aus:
    - Democratici di Sinistra
    - Democrazia è Libertà – La Margherita
    - Movimento Repubblicani Europei

  - Partito della Rifondazione Comunista
  - Popolari UDEUR
  - Partito dei Comunisti Italiani
  - Federazione dei Verdi
  - Italia dei Valori
  - Rosa nel Pugno, aus:
    - Socialisti Democratici Italiani
    - Radicali Italiani

unterstützt von: Consumatori Uniti – Democratici Cristiani Uniti – I Socialisti – Lista Consumatori – Partito della Democrazia Cristiana – Partito Pensionati – Partito Socialista Democratico Italiano – Radicali di Sinistra – Repubblicani Democratici – regionale: Lega per l’Autonomia - Alleanza Lombarda – Liga Fronte Veneto – Progetto Sardegna – Südtiroler Volkspartei

## Exit Polls
Exit Polls des staatlichen Fernsehens RAI unmittelbar nach der Stimmabgabe zufolge lag Oppositionschef Romano Prodi vor Ministerpräsident Silvio Berlusconi. Das Mitte-links-Lager L’Unione kam in beiden Kammern auf 50 bis 54 Prozent der Stimmen und käme im Senat auf 159 bis 170 Sitze. Dagegen hatte das Mitte-rechts-Bündnis Berlusconis Casa delle Libertà nur noch zwischen 45 und 49 Prozent erreicht und erhielte demnach lediglich 139–150 Mandate.
Diese Prognosen sollten sich in den nächsten Stunden als falsch erweisen.

## Hochrechnungen
Nachdem die Wahllokale am Montag, 10. April um 15 Uhr geschlossen hatten, wurden gegen 18 Uhr die ersten Hochrechnungen veröffentlicht.
Entgegen den Exit Polls schien der Ausgang plötzlich viel knapper als zunächst angenommen. Immerhin war aber noch ein Vorsprung von ca. 1 % vorhanden.
Im weiteren Verlauf des Abends wurden immer neue Hochrechnungen nachgereicht, der Vorsprung der Mitte-links-Koalition schrumpfte dabei kontinuierlich.
Gegen Mitternacht herrschte dann absoluter Gleichstand, aufgrund des komplizierten Wahlmodus änderte sich die Sitzverteilung ständig, einmal hatte die eine Seite die Mehrheit, einmal die andere.
Gegen 3 Uhr morgens traten die führenden Politiker der Mitte-links-Allianz vor das immer noch wartende Publikum auf einem öffentlichen Platz in Rom und verkündeten ihren Sieg. Zu diesem Zeitpunkt waren zwar alle Stimmen für die Abgeordnetenkammer ausgezählt, aber es war noch unklar, wer im Senat die Mehrheit haben würde.
Erst mehrere Stunden später war dann klar, dass aufgrund der Vergabe der 6 Senatssitze, die den Auslandsitalienern vorbehalten waren, die Mitte-links-Koalition auch im Senat die Mehrheit haben würde.

## Endergebnis
Das Endergebnis der Parlamentswahlen fiel schließlich bemerkenswert knapp aus und sorgte deshalb noch Wochen nach der Wahl für Diskussionen.
Nach Stimmen konnte das Mitte-links-Bündnis für die Abgeordnetenkammer 0,07 % (24.755 Stimmen) mehr erreichen, nach Sitzen ergibt sich aber eine komfortable Mehrheit, weil das Wahlgesetz einen Mehrheitsbonus vorsieht.
Für den Senat erreichte hingegen das Mitte-rechts-Bündnis gesamt fast 1 % mehr Stimmen; aufgrund des Wahlrechts übersetzt sich das Senatsergebnis aber in eine Mehrheit von 2 Sitzen für das Mitte-links-Bündnis.

### Abgeordnetenkammer
- L’Unione: 348
- AISA: 1
- CdL: 281

- PRC: 41
- PdCI: 16
- FdV: 15
- ULIVO: 226
- IdV: 17
- RnP: 18
- UDEUR: 10
- ALD: 1
- SVP: 4
- AISA: 1
- DC-NPSI: 4
- UDC: 39
- FI: 140
- AN: 72
- LN-MPA: 26

#### Inland
| Spitzenkandidaten                                 | Spitzenkandidaten | Listen             | Stimmen    | %    | Mandate |
| ------------------------------------------------- | ----------------- | ------------------ | ---------- | ---- | ------- |
|                                                   | Romano Prodi      | L’Ulivo            | 11.930.983 | 31,3 | 220     |
| Partito della Rifondazione Comunista              | Romano Prodi      | 2.229.464          | 5,8        | 41   |         |
| Rosa nel Pugno                                    | Romano Prodi      | 990.694            | 2,6        | 18   |         |
| Partito dei Comunisti Italiani                    | Romano Prodi      | 884.127            | 2,3        | 16   |         |
| Italia dei Valori                                 | Romano Prodi      | 877.052            | 2,3        | 16   |         |
| Federazione dei Verdi                             | Romano Prodi      | 784.803            | 2,1        | 15   |         |
| Popolari UDEUR                                    | Romano Prodi      | 534.088            | 1,4        | 10   |         |
| Partito Pensionati                                | Romano Prodi      | 333.278            | 0,9        | –    |         |
| Südtiroler Volkspartei                            | Romano Prodi      | 182.704            | 0,5        | 4    |         |
| I Socialisti                                      | Romano Prodi      | 115.066            | 0,3        | –    |         |
| Lista Consumatori                                 | Romano Prodi      | 73.751             | 0,2        | –    |         |
| Lega per l’Autonomia – Alleanza Lombarda          | Romano Prodi      | 44.589             | 0,1        | –    |         |
| Liga Fronte Veneto                                | Romano Prodi      | 21.999             | 0,1        | –    |         |
| ↳ Gesamt                                          | Romano Prodi      | 19.002.598         | 49,8       | 340  |         |
|                                                   | Silvio Berlusconi | Forza Italia       | 9.048.976  | 23,7 | 137     |
| Alleanza Nazionale                                | Silvio Berlusconi | 4.707.126          | 12,3       | 71   |         |
| Unione dei Democratici Cristiani e di Centro      | Silvio Berlusconi | 2.580.190          | 6,8        | 39   |         |
| Lega Nord – Movimento per l’Autonomia             | Silvio Berlusconi | 1.747.730          | 4,6        | 26   |         |
| Democrazia Cristiana per le Autonomie – Nuovo PSI | Silvio Berlusconi | 285.474            | 0,7        | 4    |         |
| Alternativa Sociale                               | Silvio Berlusconi | 255.354            | 0,7        | –    |         |
| Fiamma Tricolore                                  | Silvio Berlusconi | 230.506            | 0,6        | –    |         |
| No Euro                                           | Silvio Berlusconi | 58.746             | 0,2        | –    |         |
| Pensionati Uniti                                  | Silvio Berlusconi | 27.550             | 0,1        | –    |         |
| Ecologisti Democratici                            | Silvio Berlusconi | 17.145             | 0,0        | –    |         |
| Partito Liberale Italiano                         | Silvio Berlusconi | 12.265             | 0,0        | –    |         |
| S.O.S. Italia                                     | Silvio Berlusconi | 6.781              | 0,0        | –    |         |
| ↳ Gesamt                                          | Silvio Berlusconi | 18.977.843         | 49,7       | 277  |         |
|                                                   | Giorgio Panto     | Progetto NordEst   | 92.002     | 0,2  | –       |
|                                                   | Pius Leitner      | Die Freiheitlichen | 17.183     | 0,0  | –       |
|                                                   | –                 | Sonstige <0,05 %   | 63.717     | 0,2  | –       |
| Gesamt                                            | Gesamt            | Gesamt             | 38.153.343 | 100  | 617     |
|                                                   |                   |                    |            |      |         |
| Ungültige Stimmen                                 | Ungültige Stimmen | Ungültige Stimmen  | 1.145.154  | 2,9  |         |
| Wähler                                            | Wähler            | Wähler             | 39.298.497 | 83,6 |         |
| Wahlberechtigte                                   | Wahlberechtigte   | Wahlberechtigte    | 46.997.601 |      |         |
|                                                   |                   |                    |            |      |         |
| Quelle: Innenministerium                          |                   |                    |            |      |         |

### Senat
- L’Unione: 158
- AISA: 1
- CdL: 156

- PRC: 27
- Insieme: 11
- DS: 65
- IdV: 4
- DL: 43
- UDEUR: 3
- LC: 1
- ALD: 1
- SVP: 3
- AISA: 1
- UDC: 21
- FI: 80
- AN: 41
- LN-MPA: 14

#### Inland
| Spitzenkandidaten                                 | Spitzenkandidaten | Listen                               | Stimmen    | %    | Mandate |
| ------------------------------------------------- | ----------------- | ------------------------------------ | ---------- | ---- | ------- |
|                                                   | Silvio Berlusconi | Forza Italia                         | 8.202.890  | 24,0 | 78      |
| Alleanza Nazionale                                | Silvio Berlusconi | 4.235.208                            | 12,4       | 41   |         |
| Unione dei Democratici Cristiani e di Centro      | Silvio Berlusconi | 2.309.442                            | 6,8        | 21   |         |
| Lega Nord – Movimento per l’Autonomia             | Silvio Berlusconi | 1.530.667                            | 4,5        | 13   |         |
| Alternativa Sociale                               | Silvio Berlusconi | 214.526                              | 0,6        | –    |         |
| Fiamma Tricolore                                  | Silvio Berlusconi | 204.498                              | 0,6        | –    |         |
| Democrazia Cristiana per le Autonomie – Nuovo PSI | Silvio Berlusconi | 190.717                              | 0,6        | –    |         |
| Pensionati Uniti                                  | Silvio Berlusconi | 61.681                               | 0,2        | –    |         |
| Partito Repubblicano Italiano                     | Silvio Berlusconi | 45.098                               | 0,1        | –    |         |
| Ecologisti Democratici                            | Silvio Berlusconi | 36.458                               | 0,1        | –    |         |
| Nuova Sicilia                                     | Silvio Berlusconi | 33.485                               | 0,1        | –    |         |
| No Euro                                           | Silvio Berlusconi | 30.527                               | 0,1        | –    |         |
| Patto per la Sicilia                              | Silvio Berlusconi | 20.825                               | 0,1        | –    |         |
| Partito Liberale Italiano                         | Silvio Berlusconi | 15.657                               | 0,0        | –    |         |
| Patto Cristiano Esteso                            | Silvio Berlusconi | 9.735                                | 0,0        | –    |         |
| Riformatori Liberali                              | Silvio Berlusconi | 7.571                                | 0,0        | –    |         |
| S.O.S. Italia                                     | Silvio Berlusconi | 4.993                                | 0,0        | –    |         |
| ↳ Gesamt                                          | Silvio Berlusconi | 17.153.978                           | 50,2       | 153  |         |
|                                                   | Romano Prodi      | Democratici di Sinistra              | 5.977.347  | 17,5 | 62      |
| Democrazia è Libertà – La Margherita              | Romano Prodi      | 3.664.903                            | 10,7       | 39   |         |
| Partito della Rifondazione Comunista              | Romano Prodi      | 2.518.361                            | 7,4        | 27   |         |
| Insieme con l’Unione (FdV – PdCI)                 | Romano Prodi      | 1.423.003                            | 4,2        | 11   |         |
| Italia dei Valori                                 | Romano Prodi      | 986.191                              | 2,9        | 4    |         |
| Rosa nel Pugno                                    | Romano Prodi      | 851.604                              | 2,5        | –    |         |
| Popolari UDEUR                                    | Romano Prodi      | 477.226                              | 1,4        | 3    |         |
| Partito Pensionati                                | Romano Prodi      | 340.565                              | 1,0        | –    |         |
| I Socialisti                                      | Romano Prodi      | 126.431                              | 0,4        | –    |         |
| Lega per l’Autonomia – Alleanza Lombarda          | Romano Prodi      | 90.855                               | 0,3        | –    |         |
| Lista Consumatori                                 | Romano Prodi      | 72.199                               | 0,2        | 1    |         |
| L’Ulivo (Molisen)                                 | Romano Prodi      | 59.498                               | 0,2        | 1    |         |
| Partito Socialista Democratico Italiano           | Romano Prodi      | 57.343                               | 0,2        | –    |         |
| Movimento Repubblicani Europei                    | Romano Prodi      | 51.219                               | 0,1        | –    |         |
| Liga Fronte Veneto                                | Romano Prodi      | 23.214                               | 0,1        | –    |         |
| Democratici Cristiani Uniti                       | Romano Prodi      | 5.442                                | 0,0        | –    |         |
| ↳ Gesamt                                          | Romano Prodi      | 16.725.401                           | 49,0       | 148  |         |
|                                                   | Giorgio Panto     | Progetto NordEst                     | 93.172     | 0,3  | –       |
|                                                   | Nello Musumeci    | Alleanza Siciliana                   | 36.194     | 0,1  | –       |
|                                                   | Domenico Savio    | Partito Comunista Marxista-Leninista | 25.941     | 0,1  | –       |
|                                                   | Ugo Saro          | Pensioni & Lavoro                    | 19.759     | 0,1  | –       |
|                                                   | Antonio Delitala  | Partito Sardo d’Azione               | 16.733     | 0,0  | –       |
|                                                   | –                 | Sonstige <0,05 %                     | 91.437     | 0,3  | –       |
| Gesamt                                            | Gesamt            | Gesamt                               | 34.162.615 | 100  | 301     |
|                                                   |                   |                                      |            |      |         |
| Ungültige Stimmen                                 | Ungültige Stimmen | Ungültige Stimmen                    | 1.100.064  | 3,1  |         |
| Wähler                                            | Wähler            | Wähler                               | 35.262.679 | 83,5 |         |
| Wahlberechtigte                                   | Wahlberechtigte   | Wahlberechtigte                      | 42.232.467 |      |         |
|                                                   |                   |                                      |            |      |         |
| Quelle: Innenministerium                          |                   |                                      |            |      |         |

## Ausländische Reaktionen
Während EU-Kommissionspräsident José Manuel Barroso ungeachtet der Auszählungsquerelen seinem Amtsvorgänger Prodi bereits am 11. April offiziell gratulierte, übermittelte die deutsche Regierungschefin Angela Merkel am 13. April 2006 ihre Glückwünsche zu Prodis Wahlsieg. US-Präsident George W. Bush und der russische Regierungschef Wladimir Putin gratulierten Prodi erst am 21. bzw. am 22. April 2006.

## Unklarheiten und Kontroversen über die Wahlauszählung
Der äußerst geringe Abstand von 24.464 Stimmen veranlasste Berlusconis "Casa della Libertà" am Folgetag der Wahl eine Neuauszählung der Stimmen zu fordern und das Ergebnis gegebenenfalls anzufechten.
Nachdem Berlusconi wegen „zahlreicher Unregelmäßigkeiten“ (zeitweise hatte er auch von "Wahlbetrug" gesprochen, dies aber wieder zurückgenommen) eine juristische Überprüfung des Wahlergebnisses gefordert hatte, lief am Mittwoch die nochmalige Auszählung von angeblich über 80.000 umstrittenen Stimmzettel an. Dabei handelte es sich um Stimmen, die bei der ersten Auszählung nicht klar zugeordnet werden konnten, aber auch nicht für ungültig erklärt wurden.
Nach einer Verlautbarung des italienischen Innenministerium am Freitag nach der Wahl waren jedoch nur rund 2.131 Stimmzettel strittig. Damit ist der Wahlsieg Romano Prodis sicher.
Am 19. April kam vom Kassationshof das Ergebnis der Überprüfungen. Demnach ist das endgültige Ergebnis in der Kammer 19.002.598 Stimmen für Mitte-links und 18.977.843 für Mitte-rechts, was eine Differenz von 24.755 Stimmen ergibt. Die Differenz hat sich damit um ca. 500 Stimmen verringert.
Die ersten Reaktionen aus dem Mitte-rechts-Block auf diese Nachricht waren gespalten. Während manche Prodi zum Sieg gratulierten, wollten andere nach wie vor das Ergebnis nicht anerkennen.
Weiterhin sind auch insgesamt über 1,1 Millionen Stimmen im ganzen Land annulliert worden.

## Weitere Entwicklung
Nachdem es zunächst unklar war, ob Prodi bereits in den folgenden Tagen von Staatspräsident Carlo Azeglio Ciampi mit einer Regierungsbildung beauftragt würde, kam es zunächst am 10. Mai 2006 zur Wahl Giorgio Napolitanos zum neuen Staatspräsidenten Italiens. Der bereits 85-jährige Ciampi hatte die von allen politischen Kräften geäußerte Bitte nach einer erneuten Kandidatur abgelehnt.
Die Bildung einer neuen Regierung fand innerhalb kurzer Zeit nach der Ernennung Napolitanos zum Staatspräsidenten am 15. Mai 2006 statt. Bei den im Anschluss an den Parlamentswahlen stattgefundenen Kommunalwahlen in Italien wurde das Regierungsbündnis von Romano Prodi bestätigt. Es gewann in den meisten Städten, darunter Rom, Neapel und Turin. Nur in Mailand und in der Region Sizilien konnten sich Vertreter des Oppositionslagers von Berlusconi knapp behaupten.